# Get Loose Tour
Get Loose Tour es la gira de conciertos de la cantante canadiense Nelly Furtado durante  2007, como promoción de su tercer álbum Loose. Los conciertos dados en abril en Toronto Nelly los llamó Homecoming Concert, de esos conciertos grabó un CD/DVD que fue lanzado en diciembre del mismo año.

## Teloneros
Europa
- Unklejam
- Reamonn
- Saukrates
- Jasmine Baird

Canadá
- Jon Levine Band
- Saukrates

Estados Unidos
- Kenna
- Saukrates

## Set list
| Get Loose Main |
| --- |
| Act 1 - Afraid (intro) - Say It Right - Turn off the Light (Remix) - Powerless (Say What You Want) - Do It - Wait for You Act 2 - Showtime - Crazy - In God's Hands - Try - All Good Things (Come to an End) Act 3 - SexyBack (Versión por Jasmine) - Give it to Me - I'm like a Bird (Remix) - Glow (with excerpt from Heart of Glass) - Força - Promiscuous Act 4: Encore - Party's Just Begun - No Hay Igual - Maneater |

| Get Loose Main (Portugal) |
| --- |
| Act 1 - Afraid (intro) - Say It Right - Turn off the Light (Remix) - Powerless (Say What You Want) - Do It - Wait for You Act 2 - Showtime - Sozinha (versionando a Caetano Veloso) - Tudo o Que Eu Te Dou (con Pedro Abrunhosa) - Try - All Good Things (Come to an End) Act 3 - SexyBack (versión por Jasmine y Fritz Helder) - Give it to Me - I'm like a Bird (Remix) - Glow (con fragmento de Heart of Glass) - Promiscuous - Força Act 4: Encore - Party's Just Begun - No Hay Igual - Maneater |

| Get Loose Latin American Leg (Chile) |
| --- |
| Act 1 - Afraid (intro) - Say It Right - Turn off the Light (Remix) - Powerless (Say What You Want) - Fotografía (con Simoné) - In God Hands (En Las Manos De Dios) Spanglish - Te Busqué - Try - All Good Things (Come to an End) - I'm like a Bird (Remix) - No Hay Igual Encore - Promiscuous - Maneater |

| Get Loose O Airpen |
| --- |
| Act 1 - I'm like a Bird - Turn off the Light (Remix) - Powerless (Say What You Want) - Do It - Wait for You - Explode - Try - Say It Right (con fragmento de Smells Like Teen Spirit) Act 2 - Give It To Me (con fragmento de Give It 2 Me) - Glow (con fragmento de Heart of Glass) - Força - Promiscuous Act 3: Encore - Somebody to Love - No Hay Igual - Maneater - All Good Things (Come to an End) |

## Fechas de la gira
| Norteamérica          |                         |                |                                                                         |
| Fecha                 | Ciudad                  | País           | Lugar                                                                   |
| 17 de octubre de 2006 | Ciudad de México        | México         | Vive Cuervo Salon                                                       |
| Europa                |                         |                |                                                                         |
| Fecha                 | Ciudad                  | País           | Lugar                                                                   |
| 16 de febrero de 2007 | Mánchester              | Reino Unido    | Manchester Evening News Arena                                           |
| 17 de febrero de 2007 | Glasgow                 | Reino Unido    | Clyde Auditorium                                                        |
| 18 de febrero de 2007 | Nottingham              | Reino Unido    | Nottingham Arena                                                        |
| 20 de febrero de 2007 | Birmingham              | Reino Unido    | National Exhibition Centre                                              |
| 21 de febrero de 2007 | Londres                 | Reino Unido    | Hammersmith Apollo                                                      |
| 24 de febrero de 2007 | París                   | Francia        | Paris Olympia                                                           |
| 25 de febrero de 2007 | Düsseldorf              | Alemania       | Philips Halle                                                           |
| 26 de febrero de 2007 | Bruselas                | Bélgica        | Forest National                                                         |
| 28 de febrero de 2007 | Milán                   | Italia         | Alcatraz                                                                |
| 3 de marzo de 2007    | Winterthur              | Suiza          | Eishalle                                                                |
| 5 de marzo de 2007    | Stuttgart               | Alemania       | Porsche Arena                                                           |
| 6 de marzo de 2007    | Múnich                  | Alemania       | Olympiahalle                                                            |
| 7 de marzo de 2007    | Viena                   | Austria        | Gasometer                                                               |
| 8 de marzo de 2007    | Leipzig                 | Alemania       | Leipzig Arena                                                           |
| 10 de marzo de 2007   | Fráncfort del Meno      | Alemania       | Jahrhunderthalle                                                        |
| 11 de marzo de 2007   | Hamburgo                | Alemania       | Alsterdorfer Sporthalle                                                 |
| 12 de marzo de 2007   | Berlín                  | Alemania       | Arena In Treptow                                                        |
| 13 de marzo de 2007   | Ámsterdam               | Países Bajos   | Heineken Music Hall                                                     |
| 15 de marzo de 2007   | Ámsterdam               | Países Bajos   | Heineken Music Hall                                                     |
| 16 de marzo de 2007   | Copenhague              | Dinamarca      | Valby Hallen                                                            |
| 17 de marzo de 2007   | Estocolmo               | Suecia         | Hovet                                                                   |
| Norteamérica          |                         |                |                                                                         |
| Fecha                 | Ciudad                  | País           | Lugar                                                                   |
| 22 de marzo de 2007   | Vancouver               | Canadá         | General Motors Place                                                    |
| 23 de marzo de 2007   | Kelowna                 | Canadá         | Prospera Place                                                          |
| 25 de marzo de 2007   | Grande Prairie          | Canadá         | Crystal Centre                                                          |
| 26 de marzo de 2007   | Edmonton                | Canadá         | Shaw Conference Centre                                                  |
| 27 de marzo de 2007   | Calgary                 | Canadá         | Pengrowth Saddledome                                                    |
| 4 de abril de 2007    | Toronto                 | Canadá         | Air Canada Centre                                                       |
| 5 de abril de 2007    | Montreal                | Canadá         | Bell Centre                                                             |
| 6 de abril de 2007    | Ottawa                  | Canadá         | Scotiabank Place                                                        |
| 30 de mayo de 2007    | Hollywood               | Estados Unidos | Hard Rock Hotel                                                         |
| 31 de mayo de 2007    | Orlando, Florida        | Estados Unidos | Hard Rock Café                                                          |
| 1 de junio de 2007    | Atlanta                 | Estados Unidos | Fox Theatre                                                             |
| 3 de junio de 2007    | Portsmouth, Virginia    | Estados Unidos | Ntel Pavilion                                                           |
| 4 de junio de 2007    | Filadelfia              | Estados Unidos | Liacouras Center                                                        |
| 5 de junio de 2007    | Boston                  | Estados Unidos | Agganis Arena                                                           |
| 7 de junio de 2007    | Nueva York              | Estados Unidos | Madison Square Garden                                                   |
| 8 de junio de 2007    | Fairfax, Virginia       | Estados Unidos | Patriot Center                                                          |
| 9 de junio de 2007    | Cleveland               | Estados Unidos | Time Warner Cable Amphitheater                                          |
| 11 de junio de 2007   | Detroit                 | Estados Unidos | Detroit Opera House                                                     |
| 12 de junio de 2007   | Rosemont, Illinois      | Estados Unidos | Teatro Rosemont                                                         |
| 13 de junio de 2007   | Saint Paul, Minnesota   | Estados Unidos | Xcel Energy Center                                                      |
| 15 de junio de 2007   | Denver, Colorado        | Estados Unidos | Fillmore Auditorium                                                     |
| 17 de junio de 2007   | Grand Prairie, Texas    | Estados Unidos | Teatro Nokia                                                            |
| 19 de junio de 2007   | Phoenix, Arizona        | Estados Unidos | Teatro Dodge                                                            |
| 20 de junio de 2007   | Los Ángeles, California | Estados Unidos | Teatro Greek                                                            |
| 21 de junio de 2007   | Oakland, California     | Estados Unidos | Teatro Paramount                                                        |
| 23 de junio de 2007   | Las Vegas, Nevada       | Estados Unidos | Casino Red Rock                                                         |
| Europa 2              |                         |                |                                                                         |
| Fecha                 | Ciudad                  | País           | Lugar                                                                   |
| 1 de julio de 2007    | Londres                 | Reino Unido    | Estadio Wembley                                                         |
| 14 de julio de 2007   | París                   | Francia        | Campo de Marte                                                          |
| 27 de julio de 2007   | Albufeira               | Portugal       | Marina De Albufeira                                                     |
| 28 de julio de 2007   | Cantanhede              | Portugal       | ExpoFACIC                                                               |
| Iberoamérica          |                         |                |                                                                         |
| Fecha                 | Ciudad                  | País           | Lugar                                                                   |
| 23 de febrero de 2008 | Viña del Mar            | Chile          | Quinta Vergara, Festival Internacional de la Canción de Viña del Mar    |
| Open-air Europa       |                         |                |                                                                         |
| 4 de julio de 2008    | Ámsterdam               | Países Bajos   | Westerpark                                                              |
| 6 de julio de 2008    | Bucarest                | Rumanía        | Romexpo                                                                 |
| 8 de julio de 2008    | Múnich                  | Alemania       | Olympia Reitanlage                                                      |
| 9 de julio de 2008    | Wiesbaden               | Alemania       | Bowlinggreen                                                            |
| 10 de julio de 2008   | Dresde                  | Alemania       | Elbufer                                                                 |
| 12 de julio de 2008   | Poznan                  | Polonia        | Malta                                                                   |
| 13 de julio de 2008   | Moscú                   | Rusia          | СК Олимпийский                                                          |
| 15 de julio de 2008   | Kiev                    | Ucrania        | International Expo Centre (en ucraniano: Міжнародний виставковий центр) |